# Lettre d'information
Une lettre d'information,, lettre d'information électronique, infolettre, cyberlettre, newsletter ou lettre-info, est un document d'information envoyé de manière périodique par courrier électronique à une liste de diffusion regroupant l'ensemble des personnes qui y sont inscrites. Une lettre d'information peut également être téléchargée depuis un site web.

## Caractéristiques
Une lettre d'information électronique permet, par exemple, de recevoir directement par courrier électronique des informations sur :
- les dossiers d'actualité d'un journal en ligne (sous forme de nouvelles brèves) ;
- le sommaire de certaines publications ;
- les nouveaux produits et les promotions d'une entreprise commerciale ;
- les activités d'une association, etc.

Si la lettre d'information est quelquefois éditée uniquement en mode texte, son habillage est souvent en adéquation avec l'identité visuelle de l'organisation ou du site web qui l'édite.
La périodicité d'une lettre d'information est variable (quotidienne, hebdomadaire, mensuelle, etc.) selon les sites et la nature de l'information. Les infolettres, généralement gratuites, sont la plupart du temps archivées sur les sites Web qui les émettent.
Plusieurs systèmes de gestion de contenu intègrent la gestion des lettres d'information dans leurs fonctions standard. Il est aussi très simple d'intégrer des services similaires dans une page web.

## Utilisation pour lespam
L'abonnement à de nombreuses lettres d’information peut entraîner la pollution et la saturation de la boîte de messagerie du destinataire par des spams. Certains sites revendent les adresses de messagerie des abonnés à la lettre d’information à des entreprises qui s’en servent pour envoyer des messages non sollicités.

## Alternatives
Pour recevoir les nouveautés d'un site web, l'utilisation d'un lecteur de flux RSS est une autre possibilité, tout comme suivre le compte Twitter du site ou sa page fans Facebook.